# Новий Урень
Новий Урень (рос. Новый Урень) — село в Ульяновському районі Ульяновської області Російської Федерації.
Населення становить 1065 осіб. Входить до складу муніципального утворення Тимирязевське сільське поселення.

## Історія
Від 2004 року входить до складу муніципального утворення Тимирязевське сільське поселення.

## Населення
| 2010 |
| ---- |
| 1065 |